# Робертс, Ян
Ян Робертс (англ. Ian Roberts, род. 31 июля 1965 года) — австралийский игрок в регбилиг и актёр. Выступал в профессиональной лиге в 1980—1990-х годах. После завершения спортивной карьеры начал актёрскую деятельность. Незадолго перед окончанием спортивной карьеры заявил о своей нетрадиционной сексуальной ориентации, став первым в истории игроком в регби, объявившем о ней, что вызвало общественный резонанс в Австралии и в мире.